# 紀元前394年
紀元前394年（きげんぜん394ねん）は、ローマ暦の年である。
当時は、「カミルス、ポプリコラ、メドゥリヌス、アルビヌス、マメルキヌス、スキピオが執政武官に就任した年」として知られていた（もしくは、それほど使われてはいないが、ローマ建国紀元360年）。紀年法として西暦（キリスト紀元）がヨーロッパで広く普及した中世時代初期以降、この年は紀元前394年と表記されるのが一般的となった。

## 他の紀年法
- 干支 : 丁亥
- 日本
  - 皇紀267年
  - 孝昭天皇82年
- 中国
  - 周 - 安王8年
  - 秦 - 恵公6年
  - 晋 - 烈公22年
  - 楚 - 悼王8年
  - 斉 - 康公11年
  - 燕 - 簡公21年
  - 趙 - 武公6年
  - 魏 - 武侯2年
  - 韓 - 烈侯6年
- 朝鮮
  - 檀紀1940年
- ベトナム :
- 仏滅紀元 : 151年
- ユダヤ暦 :

## できごと

### ギリシア
- コリントス戦争（紀元前395年 - 紀元前387年）
  - 同盟を組んだアテナイ、テーバイ、コリントス、アルゴスは、コリントスに大きな兵力を集結させた。スパルタはこの大軍に対して、さほど大きくない規模の部隊を送り込んで挑発した。両軍はコリントス領内のネメア川の河原で対峙した。このネメア川の戦い (Battle of Nemea) で、スパルタは同盟軍に対して大勝利を収めた。
  - アテナイの将軍コノン、アケメネス朝ペルシア帝国のサトラップ（太守）ファルナバゾス2世、サラミスの王エウアゴラス (Evagoras) の連合艦隊は、ロドス島近くで戦われたクニドスの海戦 (Battle of Cnidus) で、ペイサンドロス (Peisander) 率いるスパルタ艦隊に大打撃を与え、圧倒的な勝利を収めた。海戦の後、コノンとファルナバゾスは、イオニア沿岸を航行し、イオニアの諸都市からスパルタ人の総督や守備隊を追い立てていったが、ヘレスポントス（ダーダネルス海峡）のアビュドス (Abydos) とセストス (Sestos) のスパルタ勢の力を削ぐことはできなかった。スパルタによる広大な帝国建設の野望が揺らぎ、エーゲ海の覇権はペルシア帝国が握るようになった。
  - 両軍は、テーバイ領ボイオーティアのコロネイア (Koroneia) で再び激突し、コロネイアの戦いが起こった。勝利は再び、スパルタ王アゲシラオス2世率いるスパルタ軍のものとなった。戦いの後、アゲシラオスはスパルタ軍とともに海路でコリンティアコス湾を渡り、スパルタへ帰還した。
- テゲアのアテナ・アレア神殿 (Athena Alea) が焼失したが、パロスのスコパスの設計により、すぐに再建された。

### 中国
- 斉が魯を攻撃し、郕を奪った。
- 負黍が鄭から離反して、韓に復帰した。